# Leptocereus
Leptocereus (A.Berger) Britton & Rose – rodzaj sukulentów z rodziny kaktusowatych (Cactaceae). Gatunki z tego rodzaju występują na Wyspach Karaibskich. Gatunkiem typowym jest L. assurgens (Wright ex Grisebach) Britton & Rose (Cereus assurgens Wright ex Grisebach).

## Systematyka
Synonimy
Neoabbottia Britton & Rose.
Pozycja systematyczna według APweb (aktualizowany system APG III z 2009)
Należy do rodziny kaktusowatych (Cactaceae) Juss., która jest jednym z kladów w obrębie rzędu goździkowców (Caryophyllales) i klasy roślin okrytonasiennych. W obrębie kaktusowatych należy do plemienia Pachycereeae, podrodziny Cactoideae.
Pozycja w systemie Reveala (1993-1999)
Gromada okrytonasienne (Magnoliophyta Cronquist), podgromada Magnoliophytina Frohne & U. Jensen ex Reveal, klasa Rosopsida Batsch, podklasa goździkowe (Caryophyllidae Takht.), nadrząd Caryophyllanae Takht., rząd goździkowce (Caryophyllales Perleb), podrząd Cactineae Bessey in C.K. Adams, rodzina kaktusowate (Cactaceae Juss.), rodzaj Leptocereus (A.Berger) Britton & Rose.
Gatunki (wybór)
- Leptocereus assurgens (C. Wright ex Griseb.) Britton & Rose
- Leptocereus ekmanii (Werderm.) F.M. Knuth
- Leptocereus paniculatus (Lam.) D.R. Hunt
- Leptocereus quadricostatus (Bello) Britton & Rose
- Leptocereus weingartianus(Hartmann in Dams) Britton & Rose

## Zagrożenia
Gatunek Leptocereus quadricostatus uznany został za krytycznie zagrożony wyginięciem i umieszczony w Czerwonej księdze gatunków zagrożonych (kategoria zagrożenia CR).